# Umweltstatistikgesetz
Das Umweltstatistikgesetz (UStatG) vom 16. August 2005 bildet in der Bundesrepublik Deutschland die rechtliche Grundlage für die Erhebung von Bundesstatistiken zum Zwecke der Umweltpolitik.
Im Rahmen des Umweltstatistikgesetzes können folgende statistische Abfragen erhoben werden:
- Daten zur Abfallwirtschaft (§§ 3 – 6),
- Daten zur Wasserversorgung und Abwasserbeseitigung (§§ 7 – 9),
- Daten zu bestimmten klimawirksamen Stoffen (§ 10),
- Daten zur Umweltökonomie (§§ 11 und 12).

Ergebnisse sind beim Statistischen Bundesamt abrufbar.